# Ustekinumab
Ustekinumab – rekombinowane ludzkie przeciwciało monoklonalne klasy IgG1, skierowane przeciwko interleukinie 12 i interleukinie 23.
Do 2023 jedynym lekiem dopuszczonym do obrotu, zawierającym ustekinumab, był preparat o nazwie Stelara, jednak 31 października 2023 Agencja Żywności i Leków zatwierdziła preparat o nazwie Wezlana (ustekinumab-auub) jako lek biopodobny do leku Stelara i zamienny z nim w leczeniu wielu chorób zapalnych.

## Mechanizm działania
Ustekinumab wiąże się z podjednostką p40, która jest wspólna dla interleukin IL-12 oraz IL-23 i zapobiega ich interakcji z receptorami białkowymi IL-12Rβ1, które znajdują się na powierzchni komórek układu odpornościowego (ulegają ekspresji na powierzchni limfocytów T lub komórek NK), więc może skutecznie neutralizować sygnalizację komórkową, w której pośredniczą ludzkie IL-12 i IL-23, oraz aktywację i wytwarzanie cytokin. Ze względu na to, iż IL-23 także wykorzystuje łańcuch IL-12Rβ1 do wiązania się z powierzchnią komórek efektorowych oraz zawiera również podjednostkę białka IL-12p40, ustekinumab może wiązać i neutralizować także tę interleukinę. Analiza izotermicznej kalorymetrii miareczkowej wykazała, że ustekinumab wiąże IL-12 i IL-23 w równym stopniu, ale nie może wiązać się z endogennymi interleukinami, które już są związane z kompleksami receptorowymi.
Badania wykazały, że w chorobach takich jak choroba Crohna, łuszczyca, łuszczycowe zapalenie stawów, stwardnienie rozsiane czy zesztywniające zapalenie stawów kręgosłupa dochodzi do zaangażowania i nadekspresji szlaków IL-12 oraz IL-23, które hamuje ustekinumab.

## Wskazania
Ustekinumab w Unii Europejskiej zarejestrowany jest w leczeniu:
- umiarkowanej do ciężkiej postaci czynnej choroby Crohna i wrzodziejącego zapalenia jelita grubego u dorosłych, u których dotychczasowa terapia nie jest skuteczna lub występuje nietolerancja lub przeciwskazania do klasycznych terapii[6][7];
- umiarkowanej do ciężkiej postaci łuszczycy plackowatej u osób dorosłych[8][7];
- czynnego łuszczycowego zapalenia stawów u dorosłych[7].

Amerykańska Agencja Żywności i Leków dopuściła dodatkowo używanie ustekinumabu u dzieci powyżej 6. roku życia do leczenia czynnego łuszczycowego zapalenia stawów oraz umiarkowanej do ciężkiej postaci łuszczycy plackowatej (którzy są kandydatami do fototerapii lub leczenia systemowego).